# Porodica bistrih potoka
Porodica bistrih potoka je ekološko-umetnička komuna u podnožju planine Rudnik, na obodu sela Brezovica. Osnovana je 1977. godine. Njen osnivač je književnik, likovni umetnik i dramaturg Božidar Mandić.
Ova komuna spada u pionirske tačke povratka prirodi. Njeno delovanje je alternativno, a dom je otvoren i usmeren ka opstanku. Ona je malo „živilište“ u kojem se neguju elementi duše i čovečnosti. U Porodici bistrih potoka razvija se emocionalnost i zagrljajnost. Tri njena osnovna elementa su: EKOLOGIJA - HUMANIZAM - KULTURA.
Živeći u netaknutoj prirodi, čiji dom okružuju tri potoka, do sada ju je posetilo preko dvadeset hiljada ljudi.
Osnovno načelo Porodice bistrih potoka je: Pojedinac i planeta.

## Spoljašnje veze
- http://www.togm.org.rs/rudnik/porodicabistrihpotoka.htm%5B%5D
- http://www.freedomfight.net/Aktuelnosti/bistri.htm Архивирано на веб-сајту  (17. август 2007)
- http://www.b92.net/kultura/index.php?view=2&did=5015
- www.poi.rs
- Upis u direktorijum NVO